# Château du Taureau
Das Château du Taureau (zu deutsch etwa Taurus- oder Stierburg) ist eine alte Festungsanlage auf einer Insel in der Bucht von Morlaix in der Bretagne. Ursprünglich diente sie der Verteidigung der Bucht und der angrenzenden Städte, später als Gefängnis. Heute ist sie ein insbesondere von Touristen besuchtes Denkmal.

## Geschichte

### Entstehung als Verteidigungsanlage

Die Bucht von Morlaix

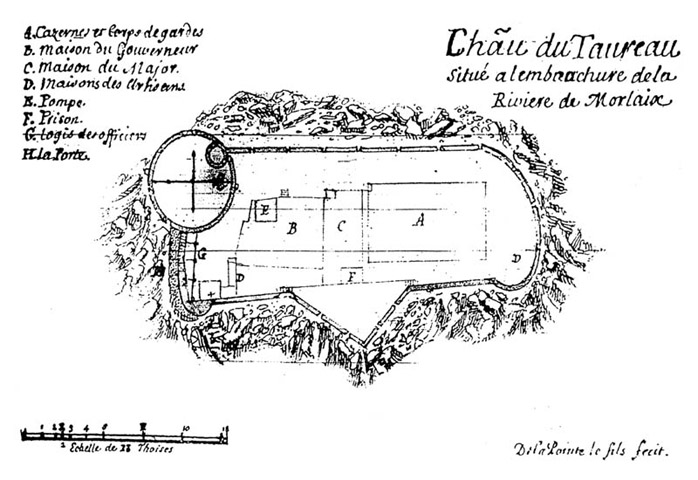
Grundriss der ersten Burg.

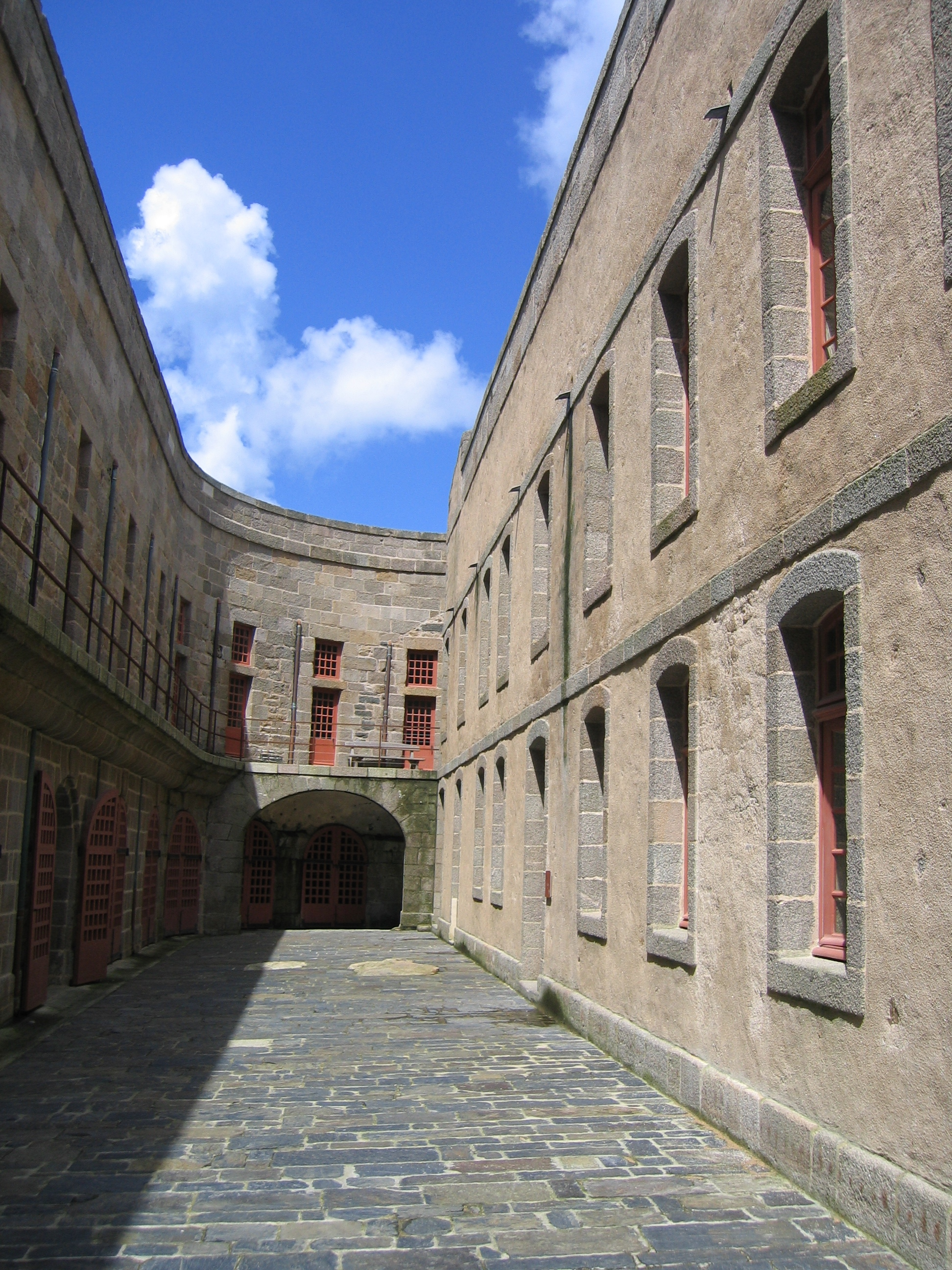
Ansicht des Innenhofs. Auf der linken Seite befinden sich die Eingänge zu den Kasematten.

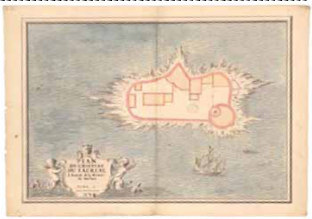
Grundriss der Burg von 1689 nach der Konstruktion von Vauban.

Die anliegenden Städte, insbesondere Morlaix, waren um 1500 reiche Handelsstädte, die ihren Wohlstand insbesondere auf den Textilhandel gründeten. Vielfach sahen sie sich deshalb Angriffen und Raubzügen ausgesetzt. Einer der schwerwiegendsten Angriffe ereignete sich 1522, als 60 englische Schiffe über die Bucht von Morlaix anlandeten und große Teile der Stadt plünderten und zerstörten. In der Folge wurden zwei Wachposten in der Nähe von Carantec und Plouezoc’h erbaut, von denen aus die Bucht von Morlaix überwacht werden sollte. Die Einwohner von Morlaix hielten dies jedoch nicht für ausreichend und errichteten auf eigene Kosten auf dem Rocher du Taureau (Stierfelsen; wohl aufgrund seiner Form) 1542 ein erstes Fort.
Unter Ludwig XIV. wurden etliche Verteidigungsanlagen ausgebaut, so Ende des 17. Jahrhunderts auch das Château du Taureau. Sébastien Le Prestre de Vauban, Festungsbaumeister Ludwigs XIV., plante 1689 das neue Fort, bei dem von der ursprünglichen Konstruktion nur der Französische Turm (Tour Française) erhalten blieb. Die Verteidigung konzentrierte sich auf den westlich des Forts gelegenen Teil der Bucht, weil sich nur dieser Teil zur Durchfahrt mit großen Schiffen eignete. Im Erdgeschoss waren in den westlichen Kasematten Kanonen stationiert. Auf dem Dach stationierte Kanonen konnten weitere Distanzen überbrücken. Vaubans Planungen aus dem Jahr 1689 wurden weitgehend umgesetzt und das neue Fort 1745 fertig gestellt. In dieser Form steht die Burg bis heute.
Angegriffen wurde das Château du Taureau nie.

### Nutzung als Gefängnis
Ab 1721 wurde die Burg auch als Gefängnis genutzt. Bis zu elf Gefangene konnten in den jeweils 14 m² großen Zellen untergebracht werden. Hierbei handelte es sich zunächst um Adlige, die von ihren Familien verstoßen worden waren. Deren Familien mussten für die Unterbringungskosten aufkommen.
Während der Französischen Revolution wurden bis zu sechzig Gefangene untergebracht, darunter Priester, die der neuen Zivilverfassung ablehnend gegenüber standen, Kommunarden und Montagnards.
Im Jahr 1883 verlor die Burg ihren Status als militärisches Fort, weil die Fortschritte in der Waffentechnik derartige Befestigungen überflüssig machten.

### Restaurierung und heutige Nutzung

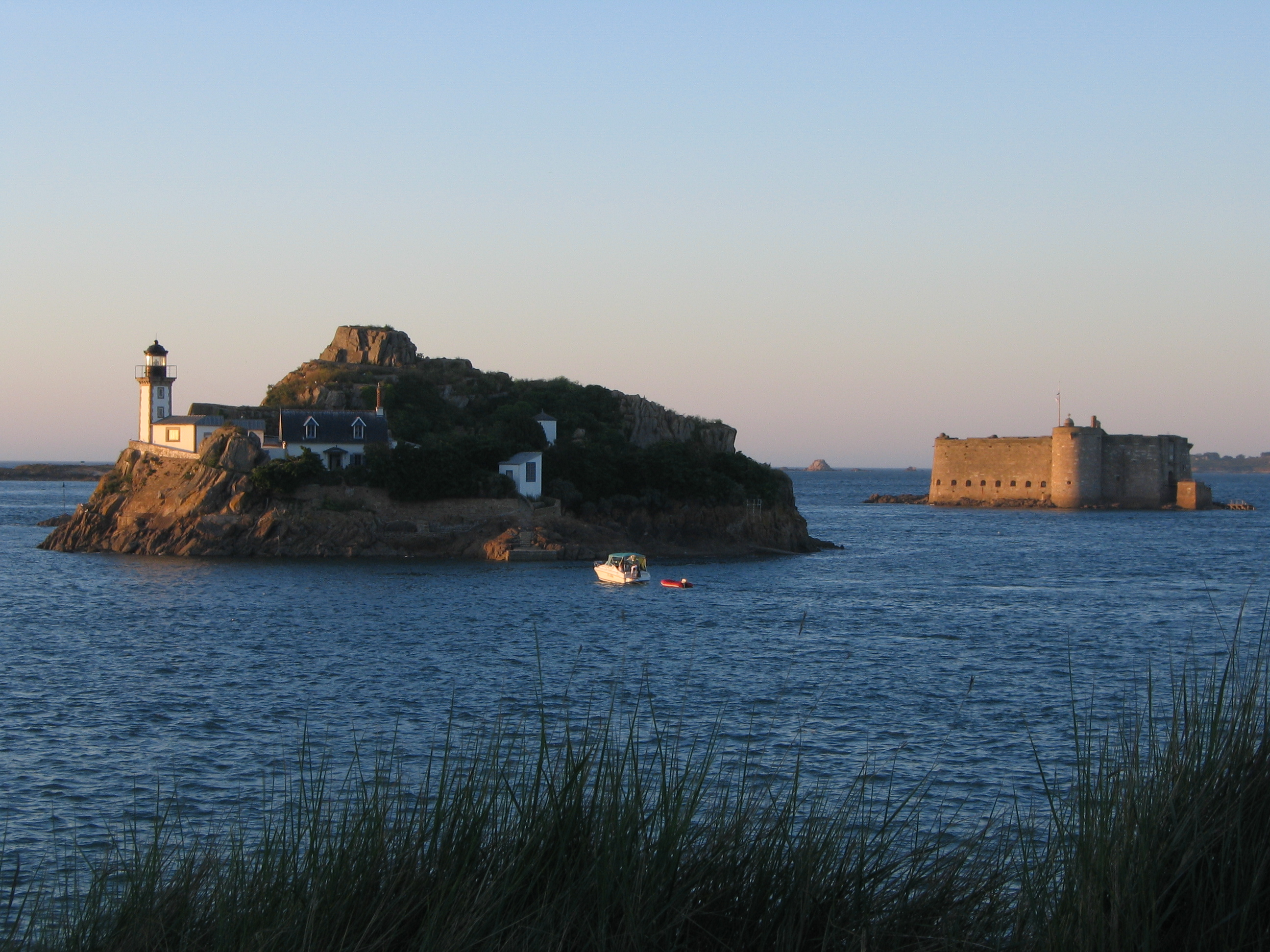
Aussicht auf die île Louët und das Château du Taureau von Penn-al-Lann (Carantec).

1914 wurde die Château du Taureau in die Liste der Nationalmonumente aufgenommen. Von 1930 bis 1937 wurde die Burg an Mélanie de Vilmorin, Witwe eines wohlhabenden französischen Händlers, vermietet. Neben der Mietzahlung von 1000 Franken pro Jahr verpflichtete sie sich zur Vornahme von Restaurierungsarbeiten. Zwischen 1960 und 1980 beherbergte die Burg eine Segelschule.
Im Laufe der Zeit verschlechterte sich der bauliche Zustand zusehends. 1988 gab es in den angrenzenden Kommunen erste Bemühungen, das Château du Taureau zu restaurieren und der Öffentlichkeit zugänglich zu machen. 1994 gründeten Plougasnou, Carantec, Plouezoc’h, Morlaix, die Île de Batz, Roscoff, Saint-Martin-des-Champs, Henvic und Locquénolé zu diesem Zweck einen Verein. Zwischen 1998 und 2006 fanden die Bauarbeiten zur Restaurierung statt.
Heute fahren regelmäßig Fähren von Carantec und Plousganou zum Château du Taureau. Die Burg ist mit mehr als 20.000 Besucherinnen und Besuchern pro Jahr ein beliebtes touristisches Ausflugsziel.